# 泗水庄站
泗水庄站是位于云南省个旧市泗水庄村（位于鸡街镇鸡街行政村）的一个铁路车站，邮政编码661411。车站建于1921年，有鸡个铁路经过该站，现已废弃，车站及其上下行区间均未电气化。车站距离鸡街站4公里，隶属昆明铁路局，是四等站。